# Трговина људима у Уганди
Трговина људима у Уганди је ратификовала Протокол УН о трговини људима из 2000. године у септембру 2003. 
Уганда је 2008. била земља извора и одредишта за мушкарце, жене и децу којима се тргује у сврху присилног рада и сексуалне експлоатације . Угандска деца су тргована унутар земље, као и у Канаду, Египат, Уједињене Арапске Емирате и Саудијску Арабију ради присилног рада и комерцијалне сексуалне експлоатације. Жене и деца продавани су на сточним пијацама или преко посредника и присиљавани у ситуације кућног ропства, сексуалне експлоатације, сточарства и просјачења. Безбедносне компаније у Кампали регрутовале су Уганданце да служе као чувари у Ираку, где су им повремено, наводно, ускраћивани путни документи и плата као средство за спречавање њиховог одласка. Ови случајеви могу представљати трговину људима. 
Пакистански, индијски и кинески радници су наводно кријумчарени у Уганду, а индијске мреже шаљу индијску децу у земљу ради сексуалне експлоатације. Деца из Демократске Републике Конго (ДРК), Руанде и Бурундија су кријумчарена у Уганду ради пољопривредне радне снаге и комерцијалне сексуалне експлоатације. До августа 2006, терористичка побуњеничка организација, Господња војска отпора (ЛРА), отимала је децу и одрасле у северној Уганди да служе као војници, сексуални робови и носачи. Иако нису пријављене даљње отмице угандске дјеце, најмање 300 додатних људи, углавном дјеце, отето је током 2008. у Централноафричкој Републици и ДРК
У 2008. години Влада Уганде није у потпуности испоштовала минималне стандарде за елиминацију трговине људима. Међутим, улаже значајне напоре да то учини.
Канцеларија америчког Стејт департмента за праћење и борбу против трговине људима ставила је земљу у „Ниво 2“ 2017.  и 2023. 
Индекс организованог криминала је 2023. дао земљи оцену 7,5 од 10 за трговину људима, уз напомену да је најчешћи облик било кретање деце из једног дела Уганде у други и да је помоћ жртвама била ограничена. 

## Тужилаштво (2008)
Влада је наставила са својим напорима за спровођење закона у борби против трговине људима током извештајног периода. Међутим, недостатак свеобухватног закона о борби против трговине људима значио је да се статистика о кривичном гоњењу и осудама за трговину људима није водила одвојено. Закон Уганде не забрањује трговину људима, иако би постојећи закони о кривичном закону против ропства, присилног и ропског рада и набавке за проституцију могли да се користе за кривично гоњење кривичних дела трговине људима. 
Влада је објавила статистичке податке о криминалу за 2007. годину, који су показали да је број кривичних дела трговине децом повећан у односу на претходну годину. Генерални инспектор полиције је такође саопштио да је током године киднаповало, отето или украдено 54 деце. Веровало се да су седморо спасене деце потенцијалне жртве трговине људима које још нису стигле на одредиште. 
У јулу 2012. године, парламентарке у Уганди су у парламенту представиле Предлог закона о забрани трговине људима, свеобухватни нацрт закона против трговине људима, где је добио једногласну подршку. Прво читање је примљено у децембру и прослеђено је Одбору за одбрану и унутрашње послове у фебруару 2008. 
У јануару 2008. полиција Мбараре ухапсила је три осумњичена трговца људима и спасила 44 деце која су наводно била кријумчарена у Аустралију, Канаду и Сједињене Државе . Осумњичени су се појавили на суду почетком фебруара. Један Руандац је признао кривицу и осуђен је уз опрез и пуштен. Бурунданац је оптужен за илегалан улазак у Уганду и оптужен је са женом из Уганде за пљачку. Обојица су задржани у затвору. 
Комесар за рад и Парламент су 2012. године почели да истражују компаније за које се тврди да су ускратиле путне исправе и плате угандских чувара у Ираку. Док је владин извештај ослободио три агенције за извоз радне снаге у фебруару 2008. године, неколико других фирми је на црној листи због лажног запошљавања за Ирак. 
Владина комисија за амнестију понудила је потпуну амнестију бившим борцима како би подстакла пребег или предају побуњеника и признала отете као жртве приморане да почине злочине. Осамдесет бораца ЛРА, од којих су многи били отети као деца, поднело је захтев за амнестију и добило их је 2007. Због овог процеса, влада није ухапсила, процесуирала или осудила ЛРА побуњенике за кривична дела трговине људима. У априлу 2012. године, полицијски службеници, обучени током претходног извештајног периода од стране Јединице за заштиту деце и породице Националне полиције и ИЛО-ИПЕЦ-а, обучили су више од 1500 додатних полицајаца о правима из рада деце и најгорим облицима дечијег рада. 

## Заштита (2008)
Влада Уганде је показала напоре да пружи почетну заштиту деци демобилисаној из ЛРА, иако је учинила много мање на бризи о жртвама других врста трговине људима. Преговарачки коначни мировни споразум између владе Уганде и ЛРА, који укључује одредбе о заштити деце повезане са ЛРА, није потписао лидер ЛРА, Џозеф Коњ . У 2012, Јединица за заштиту деце угандске војске примила је и испитала 28 предате деце коју је отела ЛРА. Деца су обрађена у транзитним прихватилиштима пре него што су пребачена у рехабилитационе центре које воде невладине организације на дуготрајну негу. 
Комисија за амнестију је сваком детету обезбедила душек, ћебе, уље и приближно 750.000 долара. Полиција је 11 спашених жртава трговине децом из Руанде, Бурундија и Конга пребацила у УНХЦР у Мбарари на збрињавање. Влада је наставила да уклања децу Карамојонг са улица Кампале и пребацила их у склоништа у Карамоји . Највећи трансфер се догодио у априлу и мају 2007. 
Званичници на националном и локалном нивоу, посебно окружни комитети за дечији рад, подржали су напоре ИЛО-ИПЕЦ-а тако што су идентификовали 2.796 деце за повлачење из најгорих облика дечијег рада. Локалне самоуправе су сазвале и одборе за дечији рад који су пратили услове рада деце. Влада је пружила мало заштитних услуга деци која се баве проституцијом; уместо тога Министарство рода, рада и социјалног развоја упутило је децу жртве трговине на негу невладиним организацијама. 

## Превенција (2008)
Влада је наставила са својим напорима да повећа свест јавности о трговини људима. Средином 2007. године, влада је искористила годишње прославе Дана рада и Дана афричке деце да подигне свест јавности о трговини децом и промовише нове законе о дечијем раду. Полицијска јединица за заштиту деце и породице користила је састанке у заједници, посете школама и радио програме за подизање свести о трговини људима. Државне штампе, радио и телевизијске станице су објавиле јавне сервисе о трговини људима. Влада Уганде, која тренутно председава Цоммонвеалтхом, поставила је питања борбе против трговине људима као приоритет за државе чланице на састанку шефова влада Комонвелта у новембру 2007. 
Генерални полицијски инспектор Уганде био је ко-домаћин конференције УНОДЦ-а о трговини људима у Кампали у јуну 2007. Имиграциони званичници су пратили летове за Дубаи, који су се у прошлости користили за промет деце. Влада је почела да прави нацрте прописа како би спречила трговину Уганђанима у иностранство преко лажних компанија за запошљавање радника. Владини напори да смањи потражњу за комерцијалним сексуалним чиновима укључивали су кампању на билбордима у главним градовима Уганде којом се обесхрабрују „шећерни тати“, хапшења мушкараца за које је пронађено да прибављају жене у проституцији на основу оптужби за нередовно понашање, и спречавање регионалне конвенције жена у проституцији да се баве проституцијом. место у Кампали. 

## Владина посета 2022.
У периоду од 23. до 28. јануара 2022., министар рада за Уганду је посетио Саудијску Арабију у вези са питањима безбедности Уганде након недавних притужби у вези са одговорним компанијама. Ово регулишу владе према смерницама предвиђеним билатералним споразумима о раду.   